# Sibi
Sibi (Urdu: سبی ) é uma cidade do Paquistão, capital do distrito de Sibi, província de Baluchistão.

## Demografia
- Homens: 25.499
- Mulheres: 22.720

(Censo 1998)